# Peronosporea
Peronosporea – klasa organizmów, która w klasyfikacji Cavallera-Smitha zaliczana jest do królestwa chromistów (Chromista).

## Systematyka i nazewnictwo
- królestwo Chromista – chromisty
  - typ Oomycota – lęgniowce
    - klasa Peronosporea
      - podklasa Albuginidae
      - podklasa Olpidiopsididae
      - podklasa Peronosporidae
      - podklasa Saprolegniidae
      - rodzaje incertae sedis

Według Dictionary of the Fungi.